# Varennes, Tarn-et-Garonne
Varennes là một làng và commune in the Tarn-et-Garonne département of Pháp, in the Midi-Pyrénées région.

## di tích

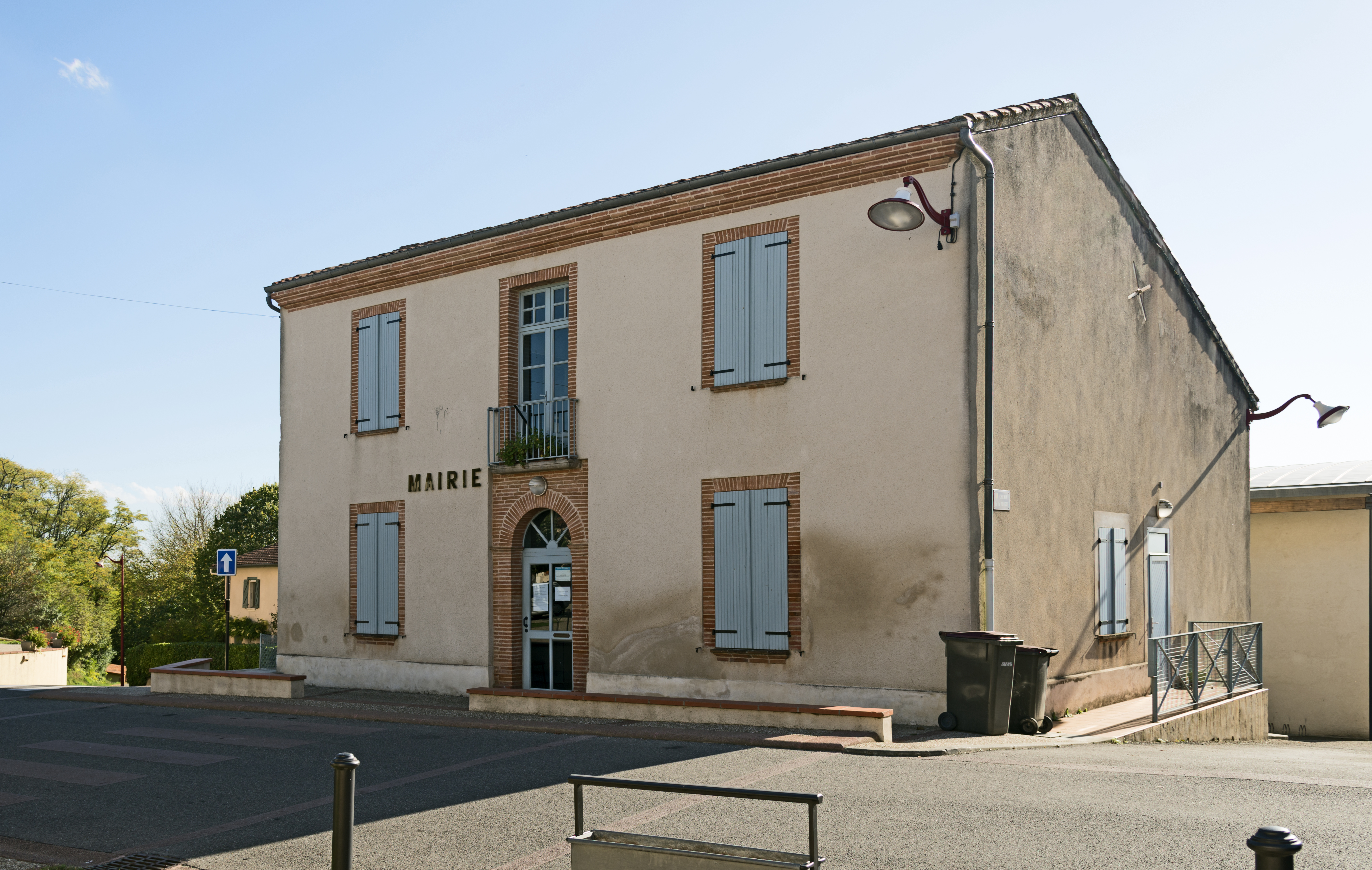
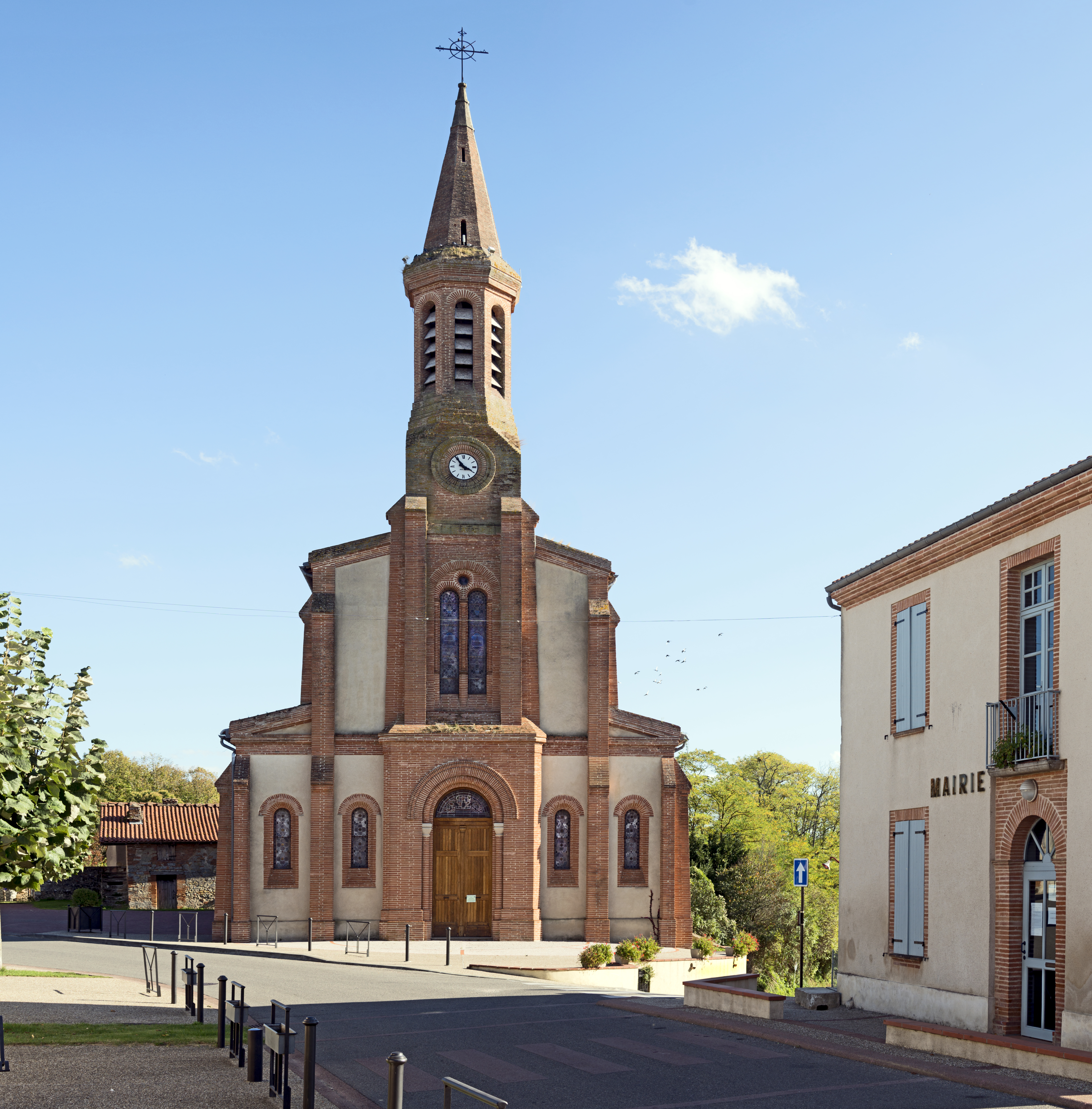